# Brun gräsfjäril
Brun gräsfjäril (Coenonympha hero) är en fjärilsart i familjen praktfjärilar. Den är Värmlands landskapsinsekt.

## Utseende
Den bruna gräsfjärilens vingspann är mellan 26 och 32 millimeter. Vingarnas ovansida är brun. Längs bakvingens bakkant finns ett otydligt orange band samt några svarta fläckar med vit mittpunkt omgivna av orange, så kallade ögonfläckar. Vingarnas undersida är ljusbrun med orange linjer längs ytterkanterna. På bakvingen finns ögonfläckar längs bakvingens ytterkant och dessa liknar ögonfläckarna på ovansidan. Innanför ögonfläckarna på bakvingens undersida finns ett bredare vitt band. Undersidan på honans framvinge är oftast ljusare brun än hanens.

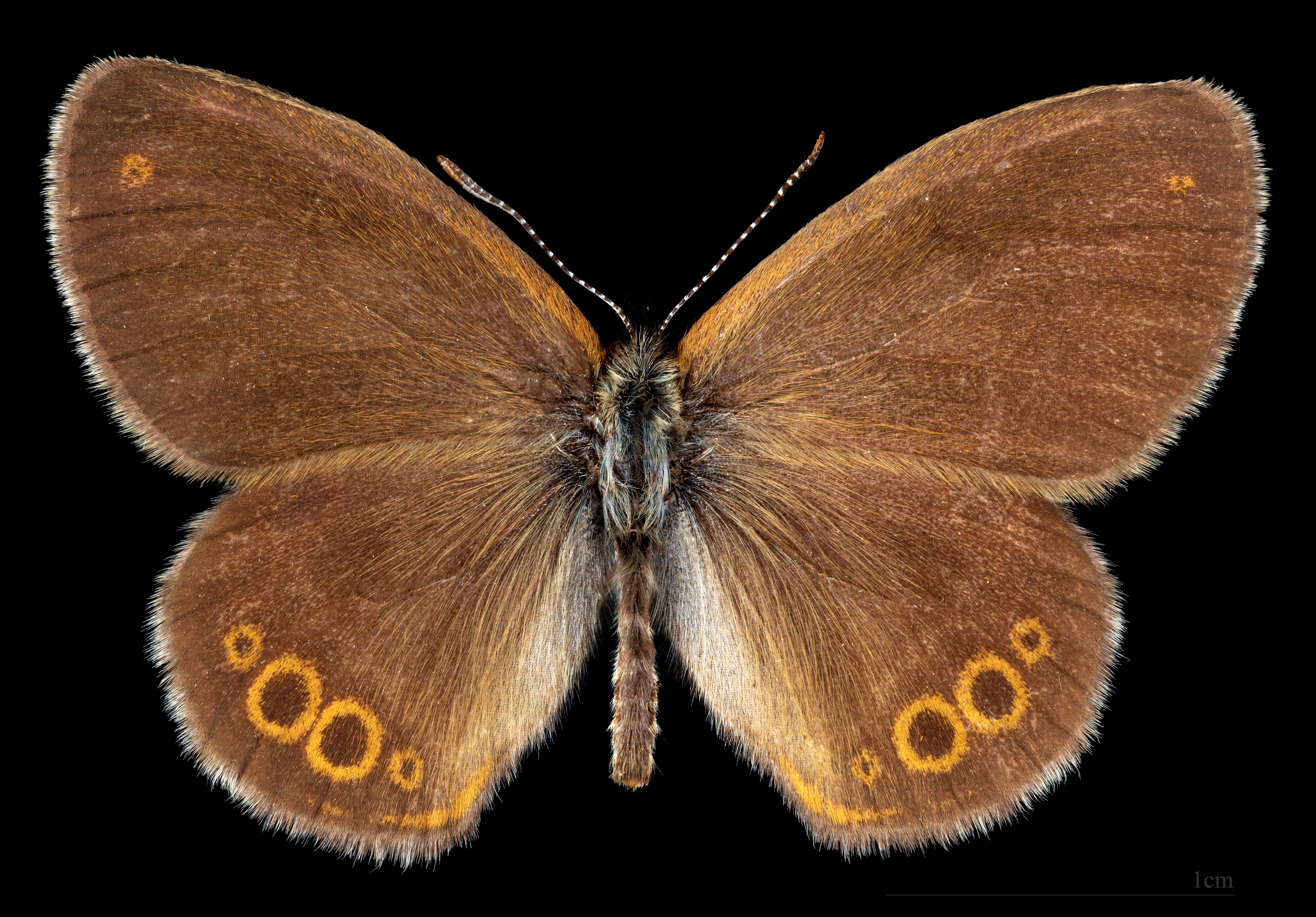
Coenonympha hero ♂
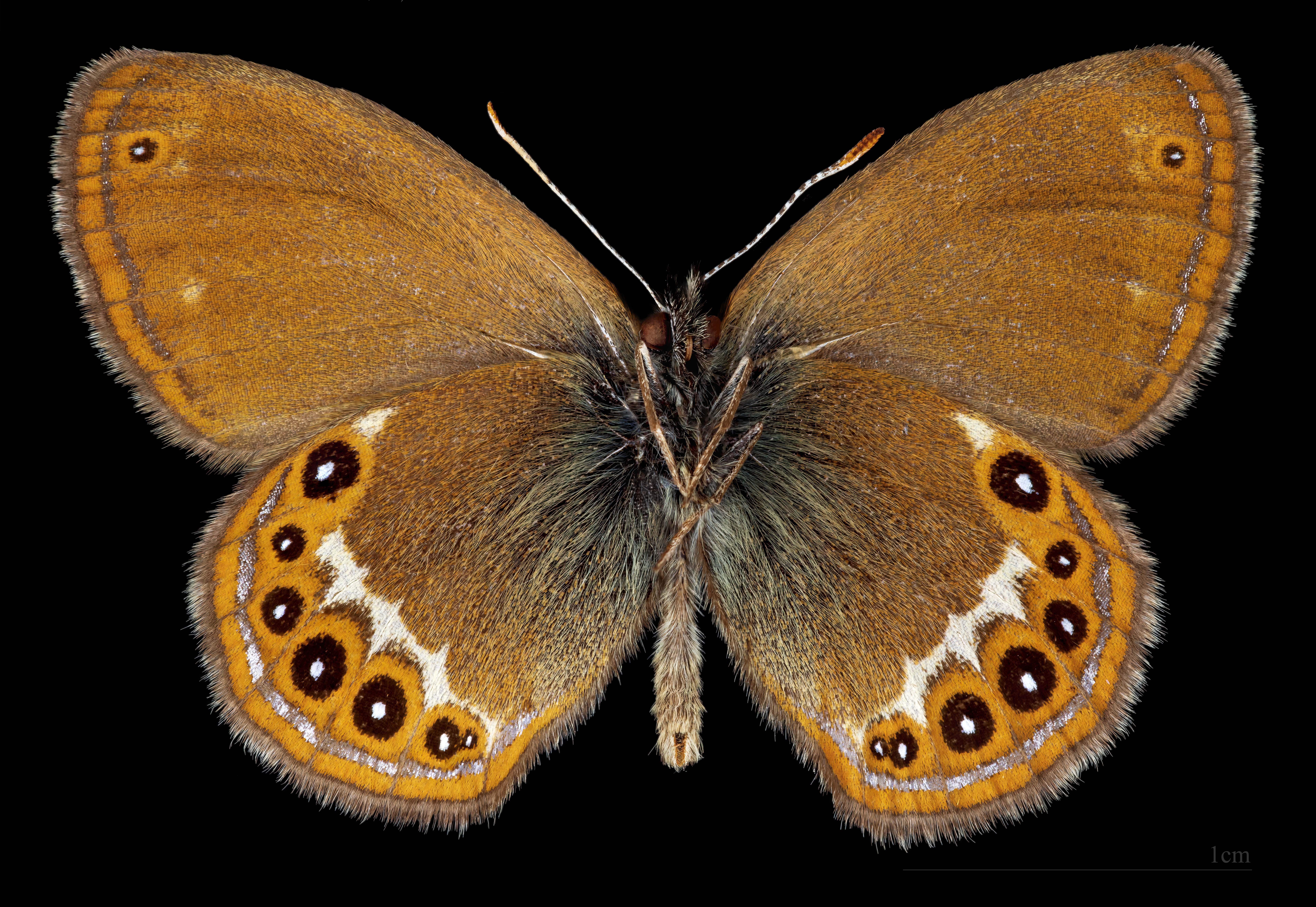
Coenonympha hero ♂△

Larven är grön med längsgående ljusgröna och mörkgröna ränder och den blir upp till 25 millimeter lång.

## Levnadssätt
Värdväxter, de växter larven lever på och äter av, är olika gräs.
Larven växer långsamt och övervintrar, och fortsätter att äta och växa på våren efter. Den förpuppas i maj och detta stadium varar i 2 till 3 veckor. Flygtiden, den period när fjärilen är fullvuxen, imago, infaller i juni och juli.

## Utbredning
Den bruna gräsfjärilens utbredningsområde är i centrala och norra Europa och genom de tempererade delarna av Asien till området kring Amur samt Korea och Japan. I Norden finns den i stort sett enbart i Värmland och Dalarna, men har tidigare varit mer spridd både norr- och söderut i Sverige, samt att den även funnits i Danmark och södra Finland. Brun gräsfjäril är fridlyst i hela EU. Den är rödlistad i alla de länder i Europa där den förekommer eller har förekommit. I Sverige är den kategoriserad som Missgynnad (NT). Dess habitat är soliga ängar omgivna av skog och sådan miljö försvinner alltmer beroende på igenväxning och igenplantering.